# Iglesia reformada neerlandesa

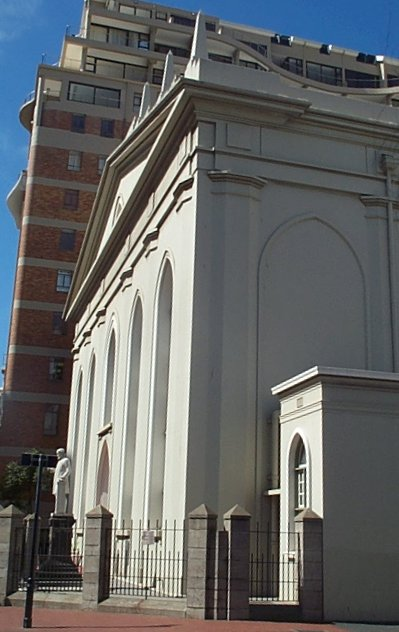
Groote Kerk, en Ciudad del Cabo, Sudáfrica, de la Nederduits Gereformeerde Kerk

La Iglesia reformada neerlandesa (en neerlandés: Nederlandse Hervormde Kerk, NHK) fue una denominación cristiana, protestante y calvinista ampliamente difundida en los Países Bajos a raíz del apoyo que brindó a su nacimiento el monarca Padre de la patria neerlandesa, Guillermo de Orange, entre otros.

## Historia
La Iglesia reformada neerlandesa es la más antigua de las Iglesias reformadas en los Países Bajos y, antes de la caída de la República de los Siete Países Bajos Unidos tuvo estatus de iglesia pública o privilegiada, no así de Iglesia oficial, aunque la creencia popular suele confundirla como tal. Con todo, la ley requería que toda persona que ocupara un cargo público debía ser miembro de la Iglesia reformada neerlandesa, y las relaciones entre el gobierno y esta Iglesia eran muy íntimas.
La Iglesia reformada neerlandesa fue la principal heredera de las numerosas congregaciones que se formaron durante la Reforma en las Diecisiete provincias. En esa época de violencia religiosa y persecución, la mayoría de los dirigentes de las congregaciones reformadas neerlandesas debieron huir hacia países protestantes, y el primer sínodo de 23 dirigentes reformados neerlandeses se llevó a cabo en la ciudad alemana de Emden en octubre de 1571. El Sínodo de Emden es considerado por lo general como el comienzo de esta Iglesia.
El primer sínodo en tierra neerlandesa tuvo lugar en Dordrecht en 1578. Este encuentro sinodal no debe ser confundido con el Segundo Sínodo de Dordt, durante el cual los arminianos fueron expulsados de la Iglesia y se añadieron los cánones de Dordt a sus confesiones oficiales (los documentos doctrinales primigenios eran la Confesión belga y el Catecismo de Heidelberg). Estos tres documentos confesionales serían conocidos como los Drie formulieren van Enigheid (Tres fórmulas de la Unidad), pero como se haría evidente posteriormente, la mayoría de los conflictos y cismas en la Iglesia serían a causa de diferencias de opinión con respecto a la substancia e interpretación de estos estándares doctrinales.
El gobierno de las Provincias Unidas de los Países Bajos, que instigó la expulsión y posterior persecución de los arminianos, luego prohibió que se reuniera el sínodo reformado, y por lo tanto, no se realizó ningún sínodo en los Países Bajos hasta después de terminada la República.

### Reformas posteriores
Entre finales del sigo XVII y comienzos del siglo XVIII tiene lugar la nadere reformatie (reforma adicional) neerlandesa, un movimiento pietista cuyos principales protagonistas fueron Wilhelmus à Brakel y Gisbertus Voetius, acompañados por otros autores pietistas menos conocidos como Bernardus Smytegelt y Jodocus van Lodensteyn. Todos estos autores aún tienen gran vigencia para los calvinistas ortodoxos del Cinturón bíblico neerlandés (Bijbelgordel en neerlandés o Dutch Bible Belt en inglés).

### LaIglesia-Reguladora
Cuando se crea el Reino Unido de los Países Bajos en 1815, la organización de la Iglesia reformada neerlandesa se torna más centralizada que nunca, la organización presbiteriana histórica de la iglesia es avasallada por las regulaciones impuestas por el nuevo gobierno, la Iglesia fue puesta bajo el control de la Corona y su sínodo fue personalmente nombrado por el rey hasta 1852. Desde 1853 la Iglesia y el Estado se separaron completamente.

### ElsigloXX
Hasta mediados del siglo XX, la Iglesia reformada neerlandesa fue la mayor entidad religiosa de los Países Bajos. Esta hegemonía fue rota por la Iglesia católica en la última mitad del siglo XX. La rápida secularización del país hacia la década de 1960 golpeó fuertemente a la corriente principal de esta iglesia protestante. Hacia fines de la década, se realizaron intentos para unificar a todas las Iglesias reformadas neerlandesas, lo cual finalmente se logró en 2004.

### Iglesia Protestante de los Países Bajos
La Iglesia reformada neerlandesa tenía aún dos millones de miembros activos organizados en 1350 congregaciones cuando se fusionó con las Iglesias Reformadas de los Países Bajos (Gereformeerde Kerken in Nederland, GKN) y la Iglesia Luterana Evangélica en el Reino de los Países Bajos (Evangelisch-Lutherse Kerk in het Koninkrijk der Nederlanden) en 2004 para crear la Iglesia protestante en los Países Bajos (Protestantse Kerk in Nederland, PKN).

## Controversias
Como una iglesia típicamente amplia, la Iglesia reformada neerlandesa siempre tuvo dificultades para contener las diferencias teológicas en su seno. Por eso, tuvo numerosos cismas a través de su historia. El primero fue en 1618 y condujo al establecimiento de la Iglesia de los Remonstrantes. Otros cismas significativos han sido el Afscheiding (La separación) de 1834 y el Doleantie (El dolor) liderado por Abraham Kuyper en 1886.
Tras la unificación y nacimiento de la Iglesia Protestante de los Países Bajos en 2004 se han producido nuevos cismas. Numerosas congregaciones y miembros de la extinta Iglesia reformada neerlandesa no aceptaron la unificación y se separaron para formar la Iglesia Reformada Restaurada (en neerlandés Hersteld Hervormde Kerk). Las estimaciones sobre su membresía varían entre las 35 000 y las 70 000 personas, en unas 120 congregaciones locales atendidas por 88 pastores. Ellos están en completo desacuerdo con la constitución pluralista de la Iglesia unificada, pues consideran contradictorias las confesiones Reformada y Luterana. Por otro lado, estos grupos también se oponen completamente a cualquier discusión sobre la bendición religiosa al Matrimonio entre personas del mismo sexo y a la Ordenación de mujeres.

## Iglesias reformadas neerlandesas en otros países

### Sudáfrica
La Iglesia reformada neerlandesa dio lugar a varias denominaciones reformadas en Sudáfrica, incluyendo a la Iglesia reformada neerlandesa (sudafricana) (en afrikáans: Nederduits Gereformeerde Kerk, la Iglesia Reformada Germanoholandesa (en Bajo alemán: Nederduitsch Hervormde Kerk, la Iglesia Reformada (en afrikáans: Gereformeerde Kerk) y la Iglesia Protestante Africana (en neerlandés: Protestantse Kerk), todas de habla mayoritariamente afrikáans. Y a la Iglesia Unida Reformada en Sudáfrica (en inglés: Uniting Reformed Church in Southern Africa).
David Bosch, profesor de Teología de la liberación, misiólogo y autor de reconocidas obras como Transforming Mission: Paradigm Shifts in Theology of Mission (1991) es uno de los miembros más reconocidos de las Iglesias reformadas en Sudáfrica.

### Estados Unidos de América
La Iglesia reformada neerlandesa arribó a la América anglosajona a principios del siglo XVII, junto a los inmigrantes neerlandeses que establecieron allí en sus colonias (mientras que las colonias en la América hispana fueron disueltas). La Iglesia Reformada en América (en inglés: The Reformed Church in America) es la descendiente más directa de muchas de las tradiciones establecidas por las congregaciones reformadas neerlandesas en los Estados Unidos de América. En Canadá, la más grande denominación reformada de origen neerlandés es la Iglesia Cristiana Reformada en América del Norte (en inglés: Christian Reformed Church in North America).